# 集団 (クルアーン)
『集団』とは、クルアーンにおける第39番目の章（スーラ）。75の節（アーヤ）から成る。